# Shiori Asahi
Shiori Asahi (旭志織 Asahi Shiori?) (17 de febrero de 1979) es un luchador profesional japonés, conocido por su trabajo en Kaientai Dojo.

## En lucha
- Movimientos finales
  - Aun[1][2] (Rolling snapmare seguido de twisting one-handed handstand kick a la nuca del oponente)
  - Himawari Bomb[3] (Electric chair standing powerbomb, a veces seguido de jackknife pin)

- Movimientos de firma
  - Modern Times[1][2] (Múltiples backslide pins)
  - Gesshoku[1] / Lunar Eclipse[1] (Handstand rana pin)
  - Omega Bridge[2] (Reverse victory roll)
  - Leg spread[1][2]
  - Octopus hold[1]
  - Scissored DDT[4]
  - Springboard double foot stomp
  - Varios tipos de kick:
    - Drop, a veces desde una posición elevada
    - Enzuigiri
    - Pendulum desde fuera de las cuerdas
    - Rope aided roundhouse
    - Spinning heel

## Campeonatos y logros
- Kaientai Dojo
  - UWA World Middleweight Championship (3 veces)
  - Independent Junior Heavyweight Championship  (1 vez)
  - Strongest-K Tag Team Championship (2 veces) - con Makoto Oishi
  - Chiba Six Man Tag Team Championship (1 vez) - con Hiro Tonai & Yuki Sato
  - WEW Hardcore Tag Team Championship (2 veces) - con Makoto Oishi
  - K-Metal League (2004)
  - Strongest-K Tournament (2009)
  - Kaientai Dojo Tag League (2006) - con Makoto Oishi
  - Kaientai Dojo Tag League (2010) - con Yuji Hino
  - Taj Mahal Cup One Day Six-Person Tag Team Tournament (2007) - con Makoto Oishi & Yuji Hino
  - K-Award Luchador del año (2009)
  - K-Award Lucha del año (2009) contra Makoto Oishi el 31 de enero
  - K-Award Lucha en parejas del año (2007) con Makoto Oishi contra GENTARO & YOSHIYA el 1 de diciembre
  - K-Award Lucha en parejas del año (2011) con Makoto Oishi contra Prince Devitt & Ryusuke Taguchi el 17 de abril

- Michinoku Pro Wrestling
  - MPW Tohoku Tag Team Championship (1 vez) - con Makoto Oishi